# 毛果薯
毛果薯（学名：Ipomoea eriocarpa）为旋花科番薯属的植物。分布于热带亚洲、马达加斯加、热带非洲以及中国大陆的四川、云南等地，生长于海拔500米至1,600米的地区，常生于草坡灌丛、空旷地和江边沙滩上。目前已歸化於台灣中南部平原，可能因進口綠肥植物太陽麻種子帶來。